# Penticton
Penticton è una città canadese locata tra il lago Okanagan e il lago Skaha. Si trova nell'Okanagan, una regione della Columbia Britannica.
Il nome deriva da un termine nativo che significava "un posto in cui restare per sempre", slogan correntemente adottato per la promozione turistica della città. Penticton è inoltre soprannominata "la città delle pesche" per via dell'elevata produzione di frutta, in particolare delle pesche.
La città è servita dall'Aeroporto Regionale di Penticton (YYF).

## Eventi
Penticton deve la sua relativa popolarità a una serie di eventi annuali tra cui l'Iron Man canadese, l'Okanagan Wine Festival, il Penticton Peach Festival (comunemente noto come "Peachfest"), e il Pentastic Hot Jazz Festival.